# تراون (رود)
 تراون رودی است به دانوب می‌ریزد. این رود از کشور اتریش می‌گذرد.

## نگارخانه

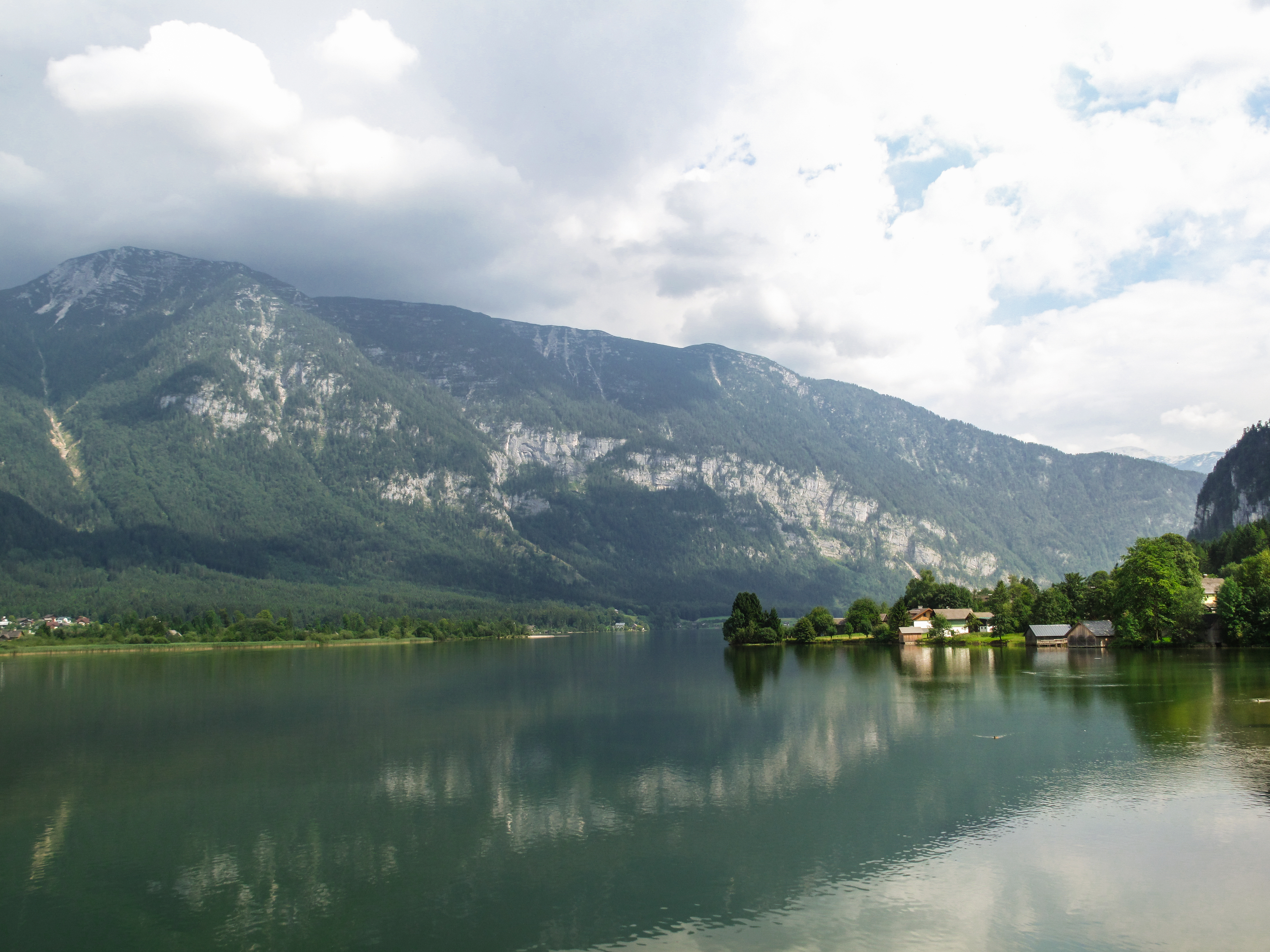
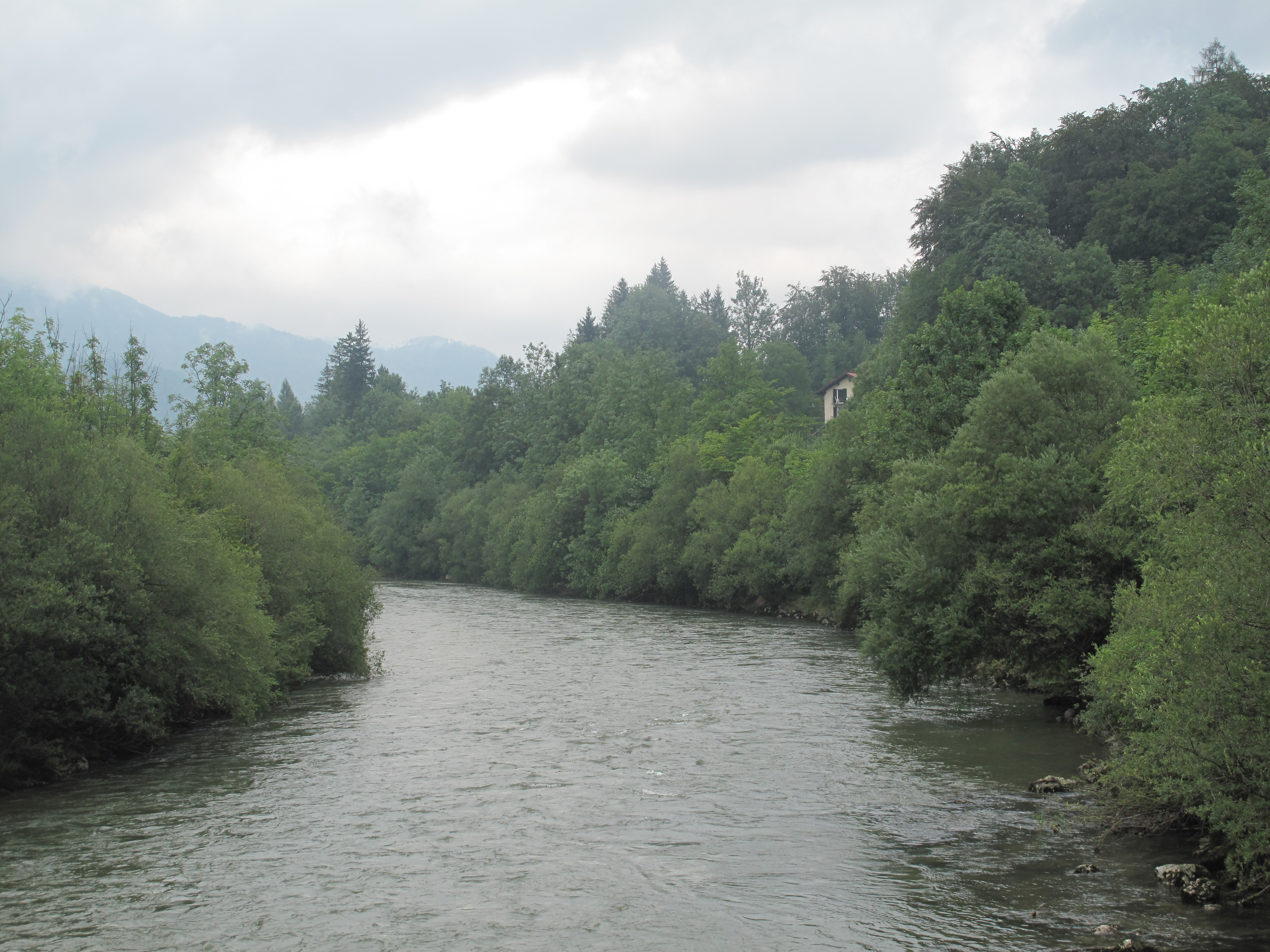